# Gouvernement Borissov I
Pour les articles homonymes, voir Gouvernement Borissov.
 (août 2023).
Si vous disposez d'ouvrages ou d'articles de référence ou si vous connaissez des sites web de qualité traitant du thème abordé ici, merci de compléter l'article en donnant les références utiles à sa vérifiabilité et en les liant à la section « Notes et références ».
République de Bulgarie
Stanichev Raïkov
Le gouvernement Borissov I (en bulgare : Правителство на Бойко Борисов 1) est le gouvernement de la république de Bulgarie entre le 27 juillet 2009 et le 12 mars 2013, durant la quarante-et-unième législature de l'Assemblée nationale.

## Historique du mandat
Dirigé par le nouveau Premier ministre conservateur Boïko Borissov, précédemment maire de Sofia, ce gouvernement est constitué uniquement des Citoyens pour le développement européen de la Bulgarie (GERB). Seuls, ils disposent de 117 députés sur 240, soit 48,8 % des sièges de l'Assemblée nationale. Il bénéficie du soutien sans participation de l'Union nationale Attaque (ATAKA), de la Coalition bleue (SK) et d'Ordre, légalité, justice (RZS). Ensemble, ils comptent 36 députés sur 240, soit 15 % des sièges de l'Assemblée.
Il est formé à la suite des élections législatives du 5 juillet 2009.
Il succède donc au gouvernement du socialiste Sergueï Stanichev, constitué et soutenu par une coalition entre le Parti socialiste bulgare (BSP), le Mouvement national pour la stabilité et le progrès (NDSV) et le Mouvement des droits et des libertés (DPS).

### Formation
Au cours du scrutin, l'alliance au pouvoir ne recueille que 78 députés, alors qu'elle disposait de la majorité des deux tiers dans le Parlement sortant, le NDSV ne parvenant même pas à être représenté. Après avoir mené une campagne basée sur la lutte contre la corruption, Borissov décide de constituer un gouvernement minoritaire bénéficiant de l'appui de forces conservatrices, nationalistes et populistes.

### Évolution
Opposé à la procédure de destitution contre le chef de l'État, RZS se retire de la majorité parlementaire en avril 2010. Il perd l'appui d'ATAKA en juillet 2011, tandis qu'une quinzaine de députés emmenés par un ancien membre d'Ordre, légalité, justice, annoncent leur soutien à l'exécutif.

### Succession
Sous la pression d'importantes manifestations notamment contre l'augmentation des prix de l'énergie, le chef de l'exécutif annonce la démission du gouvernement le 20 février 2013, validée le lendemain par les députés, par 209 voix contre 5. Le 13 mars, le diplomate Marin Raïkov constitue un gouvernement transitoire jusqu'à la tenue des élections législatives anticipées.

## Composition

### Initiale27 juillet 2009
| Portefeuille                                                                     | Titulaire           | Titulaire                                              | Parti |
| -------------------------------------------------------------------------------- | ------------------- | ------------------------------------------------------ | ----- |
| Premier ministre                                                                 |                     | Boïko Borissov                                         | GERB  |
| Vice-Premier ministre Ministre de l'Intérieur                                    |                     | Tsvetan Tsvetanov                                      | GERB  |
| Vice-Premier ministre Ministre des Finances                                      |                     | Siméon Djankov                                         | GERB  |
| Ministre des Affaires étrangères                                                 |                     | Roumiana Jeleva (jusqu'au 27/01/2010) Nikolaï Mladenov | GERB  |
| Ministre de l'Éducation, de la Jeunesse et de la Science                         |                     | Jordanka Fandakova (jusqu'au 19/11/2009)               | GERB  |
| Ministre de l'Éducation, de la Jeunesse et de la Science                         | Sergueï Ignatov     |                                                        | GERB  |
| Ministre de la Justice                                                           |                     | Margarita Popova (jusqu'au 21/11/2011)                 | Aucun |
| Ministre de la Justice                                                           | Diana Kovacheva     |                                                        | Aucun |
| Ministre de la Défense                                                           |                     | Nikolaï Mladenov (jusqu'au 27/01/2010)                 | GERB  |
| Ministre de la Défense                                                           |                     | Aniou Anguelov                                         | Aucun |
| Ministre de l'Économie, de l'Énergie et du Tourisme                              |                     | Traïtcho Traïkov                                       | Aucun |
| Ministre du Travail et de la Politique sociale                                   |                     | Totiou Mladenov                                        | GERB  |
| Ministre de l'Agriculture et de l'Alimentation                                   |                     | Miroslav Naïdenov                                      | GERB  |
| Ministre du Développement régional et des Travaux publics                        |                     | Rossen Plevneliev (jusqu'au 07/09/2011)                | Aucun |
| Ministre du Développement régional et des Travaux publics                        | Liliana Pavlova     |                                                        | Aucun |
| Ministre des Transports, des Technologies de l'information et des Communications |                     | Alexander Tsvetkov (jusqu'au 19/05/2011)               | GERB  |
| Ministre des Transports, des Technologies de l'information et des Communications | Ivaïlo Moskovski    |                                                        | GERB  |
| Ministre de l'Environnement et des Eaux                                          |                     | Nona Karadjova                                         | GERB  |
| Ministre de la Santé                                                             |                     | Bojidar Nanev (jusqu'au 30/03/2010)                    | GERB  |
| Ministre de la Santé                                                             |                     | Anna-Maria Borissova (21/04/2010 – 29/09/2010)         | Aucun |
| Ministre de la Santé                                                             | Stefan Konstantinov |                                                        | Aucun |
| Ministre de la Culture                                                           |                     | Vejdi Rachidov                                         | GERB  |
| Ministre de l'Éducation physique et du Sport                                     |                     | Svilen Neïkov                                          | GERB  |
| Ministre sans portefeuille Chargé de l'Agence des Bulgares de l'étranger         |                     | Bojidar Dimitrov (jusqu'au 19/12/2010)                 | GERB  |
| Ministre sans portefeuille Chargé de l'Utilisation des fonds communautaires      |                     | Tomislav Dontchev (à partir du 18/03/2010)             | GERB  |

### Remaniement du21 mars 2012
- Les nouveaux ministres sont indiqués en gras, ceux ayant changé d'attribution en italique.

| Portefeuille                                                                     | Titulaire | Titulaire                                     | Parti |
| -------------------------------------------------------------------------------- | --------- | --------------------------------------------- | ----- |
| Premier ministre                                                                 |           | Boïko Borissov                                | GERB  |
| Vice-Premier ministre Ministre de l'Intérieur                                    |           | Tsvetan Tsvetanov                             | GERB  |
| Vice-Premier ministre Ministre des Finances                                      |           | Siméon Djankov                                | GERB  |
| Ministre des Affaires étrangères                                                 |           | Nikolaï Mladenov                              | GERB  |
| Ministre de l'Éducation, de la Jeunesse et de la Science                         |           | Sergueï Ignatov (jusqu'au 28/01/2013)         | GERB  |
| Ministre de l'Éducation, de la Jeunesse et de la Science                         |           | Stephan Vodenicharov (à partir du 06/02/2013) | Aucun |
| Ministre de la Justice                                                           |           | Diana Kovacheva                               | Aucun |
| Ministre de la Défense                                                           |           | Aniou Anguelov                                | Aucun |
| Ministre de l'Économie, de l'Énergie et du Tourisme                              |           | Delian Dobrev                                 | GERB  |
| Ministre du Travail et de la Politique sociale                                   |           | Totiou Mladenov                               | GERB  |
| Ministre de l'Agriculture et de l'Alimentation                                   |           | Miroslav Naïdenov                             | GERB  |
| Ministre du Développement régional et des Travaux publics                        |           | Liliana Pavlova                               | Aucun |
| Ministre des Transports, des Technologies de l'information et des Communications |           | Ivaïlo Moskovski                              | GERB  |
| Ministre de l'Environnement et des Eaux                                          |           | Nona Karadjova                                | GERB  |
| Ministre de la Santé                                                             |           | Desislava Atanasova                           | GERB  |
| Ministre de la Culture                                                           |           | Vejdi Rachidov                                | GERB  |
| Ministre de l'Éducation physique et des Sports                                   |           | Svilen Neïkov                                 | GERB  |
| Ministre sans portefeuille Chargé de l'Utilisation des fonds communautaires      |           | Tomislav Dontchev                             | GERB  |